# Faz Chover
Faz Chover é o primeiro álbum ao vivo do cantor brasileiro de música cristã Fernandinho lançado em 2003, sendo o trabalho responsável por fazer o músico notório pelo Brasil. O repertório da obra é composto por letras simples e com arranjos elogiados pela crítica especializada.
O trabalho recebeu a indicação de Melhor álbum independente no Troféu Talento em 2005, contudo foi o Toque no Altar que venceu na categoria com o álbum de nome homônimo.

## Faixas
CD
Todas as faixas escritas e compostas por Fernandinho. 
| N.º | Título                       | Duração |  |
| 1.  | "Grande é o Senhor"          |         |  |
| 2.  | "Canta Alegremente"          |         |  |
| 3.  | "Baruk Raba"                 |         |  |
| 4.  | "Ao Deus de Abraão"          |         |  |
| 5.  | "O Meu Deus é Soberano"      |         |  |
| 6.  | "Desde a Antiguidade"        |         |  |
| 7.  | "Faz Chover"                 |         |  |
| 8.  | "Derrama"                    |         |  |
| 9.  | "Eu Vou Abrir o Meu Coração" |         |  |
| 10. | "Perdão"                     |         |  |
| 11. | "Te Adorar"                  |         |  |
| 12. | "Se não for pra Te Adorar"   |         |  |

DVD
1. "Abertura"
2. "Grande é o Senhor"
3. "Canta Alegremente"
4. "Ao Deus de Abraão"
5. "Desde a Antiguidade"
6. "Formoso És"
7. "O Meu Deus é Soberano"
8. "Faz Chover"
9. "Derrama"
10. "Eu Vou Abrir Meu Coração"
11. "Te Adorar"
12. "Se Não For Pra Te Adorar"

| Críticas profissionais | Críticas profissionais |
| Avaliações da crítica  | Avaliações da crítica  |
| Fonte                  | Avaliação              |
| ---------------------- | ---------------------- |
| Super Gospel           | (favorável)            |
| O Propagador           | [ 5 ]                  |

## Ficha técnica
Banda
- Daniel Machado - Guitarra
- André Figueiredo - Bateria
- Marcio Figuiredo - Teclado
- Emerson Pinheiro - Teclado
- Robson Fonseca - Baixo
- Adelson - Baixo
- Matheus Souza - 2 Guitarra